# 伊藤武雄 (俳優)
伊藤 武雄（いとう たけお、1977年6月28日 - ）は、日本の男性俳優。岩手県出身。2019年4月よりフリーで活動。

## 主な出演作品

### テレビドラマ
- タイムスクープハンター“算額”頭脳バトル (NHK) 2010年
- 『いぬのおまわりさん』〜ママは産むよ!ガンとの壮絶な闘い。夫婦の245日 涙と笑顔の記録〜（MBS制作・TBS系） 2010年
- SPEC 第7話
- 妖ばなし 第30話（TOKYO MX） 2018年
- 獣になれない私たち （TBS系） 2018年

### 映画
- 日本沈没
- リアル鬼ごっこ
- スキヤキ・ウエスタン ジャンゴ（三池崇史監督）
- この街を誰も出てはいけない Can't Stop Me Leavin'（駒谷揚監督）
- ムナシガリヤ （草苅勲監督）
- シン・ゴジラ[1]
- 愛のこむらがえり[2]
- 銀河鉄道の父（成島出監督）

### 舞台
- 男だらけのシェイクスピア
- ウィンズ オブ ゴット
- 劇団40カラット ハムレット
- いばら館のろくでなしのヨウコさん（2009年）
- いい日、リストラ（2011年）
- いい日、さよなら〜六畳一間で愛してる〜
- いい日、僕なり。（2012年）
- CABARET ON THE SEA（2012年）
- 風にゆれる、じっと見てる（2012年）
- いい日、エールを。（2013年）
- いい日、お遊戯。（2014年）
- 絡み合う正義（2024年）[3]
- 桃太郎 〜芥川龍之介ver.〜（2024年）[4]

### Webドラマ
- 映画かよ。-Like in Movies-（2020年～）

### 広告
- 西陣
- アデランス
- earth music&ecology回転寿司屋篇

### VP
- 弥生会計
- 中央区防災

### DVD
- 「いい日、さよなら〜六畳一間で愛してる〜」
- 「CABARET ON THE SEA」2012